# 南希·霍普金斯
南希·霍普金斯（英語：Nancy Hopkins，1943年6月16日—），婚前姓多伊（Doe），是美國分子生物學家，效力於美國生技製藥廠安進公司，也是為麻省理工學院教授。她也是美國國家科學院醫療研究所和美國文理科學院的院士。她最為人所知的研究是鑑定斑馬魚發育所需的基因，以及早期對細菌病毒λ噬菌體和對小鼠的RNA腫瘤病毒研究。她也以致力於為女性科學家促進學術界的性別平等工作機會聞名。

## 早年生活和教育
南希·霍普金斯於1943年出生在紐約市。霍普金斯在1964年從拉德克利夫學院畢業後，到馬克·普塔什尼教授實險室進行研究工作，並於1971年 取得哈佛大學分子生物學與生物化學系的博士學位。和教授馬克·普塔什尼工作時期，她識別了lambda噬菌體阻遏物結合在DNA上的操縱基因位點，以控制早期基因表現，從而控制了病毒的生命週期。
博士後研究時期，跟隨諾貝爾獲獎者詹姆斯·杜威·華生及羅伯特·波拉克在冷泉港實驗室工作。她主要研究DNA腫瘤病毒和細胞生物研究，並發現細胞核被移除的細胞能重建正常形態。 

## 事業與學術研究
南希·霍普金斯在 1973年加入麻省理工學院成為該校的助理教授,並將研究轉向RNA腫瘤病毒的研究。她的研究成果辨認出患有癌症的老鼠身上影響範圍、型態與嚴重程度的反轉錄病毒藥物的病毒基因。 其中包括了後來稱之為強化子的重要的p30蛋白質膜以及轉錄物質。她從獲獎的 Christiane Nusslein-Volhard 諾貝爾實驗室學術休假回來後，將研究領域轉向使用斑馬魚作為研究的分子技術。其後她與研究室人員開發了在魚身上使用的有效率的方法進行大規模的插入[式]誘變。應用這個方法，她的研究室執行了大規模的基因篩查，藉此篩選辨認和複製出25％的基因來孵化具有自由游泳的斑馬魚幼苗。在辨認出的基因裡有非預期的癌症突變基因以及一組與人類的多囊性腎病變重疊的斑馬魚多囊性腎病變基因。

## 斑馬魚的轉錄病毒的插入[式]誘變
在致力於在將斑馬魚當作模式生物的努力，霍普金和他的同事開發了大規模插入[式]誘變的方法。雖然大規模的化學性誘變篩選在當時也有在多所斑馬魚實驗室進行開發, 像波士頓的馬克·菲什曼以及德國的圖賓根的Christiane Nusslein-Volhard，但社群裡對於定位選殖的分子性損傷效率有相當的疑慮。反之，當時霍普金則相信在無脊椎動物生物模型相當成功的插入[式]誘變和秀麗隱桿線蟲能替代化學篩選。

## 霍普金斯與「關於麻省理工學院的女性在科學學院內的地位研究」
在九十年代中期，霍普金斯感受到她與其他女性在麻省理工學院被按部就班的歧視。因為她對行政部門的投訴，機構成立了一個委員會（霍普金斯擔任首任的主席）來調查女性在學院內被無意識的性別偏見導致的不公平待遇的相關議題。這個委員會在四年期間的課程以兩種形式存在，且成員包含學院內的男性與女性，男性成員包含校內的數學，化學和物理系的現任或前任主席。
研討的結果是大膽且具爭議性的：委員會的調查結果總結，在1999年被刊登發行且獲得當時的麻省理工學院院長查爾斯·韋斯特（Charles Vest）和當時的科學學院院長羅伯特·比吉瑙Robert Birgeneau（現任柏克萊大學校長）的認可，值得讚揚的是，它為女性科學家發起了一次全國性的重新檢視。當有人對於麻省理工學院委員會的分析的嚴謹性抱持質疑，許多人認為麻省理工學院的努力是世界知名的高等教育機構被認可為自我監督的值得稱讚的例子。這也帶領了九個研究性質的大學，包含麻省理工學院，共同組織一個持續性的合作來研究和解決性別平等問題。這個團體，被廣稱為 “The MIT-9”, 除了麻省理工學院外，也包含了哈佛大學、史坦福大學、加州理工大學、普林斯頓大學、賓州大學、密西根大學、耶魯大學以及柏克萊大學。在這些合作中，霍普金斯召集許多關注於學院中女性與少數族群地位相關研究的專家。在 MIT-9 的研討會議中，唐娜納爾遜（Donna Nelson）提出了納爾遜多樣性調查來比較在這些大學中，婦女在教職員工中的代表性與國家數據相比。

## 和弗朗西斯·克里克事件
有一次在實驗室訪問的時候，弗朗西斯·克里克把他的手放在她的胸部，當時她還是一名大學生。她描述那次事件：「在我可以抬起手和他握手之前，他已經穿過房間站在我後面，將手放到我胸部問說：『妳在做什麼研究呢？』」

## 和哈佛校長勞倫斯・桑默斯事件
2005年，在麻州劍橋NBER一場以如何因應科學工程領域中，女性及少數代表人不足為題的會議中，哈佛大學校長勞倫斯·薩默斯主張，在科學及工程領域中，高成就女性人數稀少的成因之一，可能是源自「本身的天資問題（尤指男性的性向常態分佈曲線較女性為平緩）」 。此一主張導致霍普金斯憤而離席，隨而引起外界爭議。在她回覆波士頓全球記者馬賽拉・龎博戴奧里（Marcella Bombardieri）詢問有關桑默斯演講一事後，她的行為變得眾所周知。龎博戴奧里有關桑默斯言論的報導，引發了全國對於性別歧視、學術自由、 人類生物多樣的討論，最終導致桑默斯辭去哈佛校長一職。

## 榮譽
- 美國藝術與科學院院士
- 美國國家醫學院院士
- 美國國家科學院院士
- 瑪格列特・克立普克獎（Margaret L. Kripke Legend Award），MD 安德森癌症中心（2012）[13]
- 都柏林三一學院，榮譽博士（2014）[14]
- 愛麗絲伊凡獎（Alice C. Evans Award），美國微生物學會（2017）
- 海倫鄧肯獎（Helen Dean King Award）（2017）[15]
- 洛克菲勒大學，榮譽博士（2019）
- 香港科技大學，榮譽博士（2021）

## 個人生活
霍普金斯於2007年，和戴斯摩爾・亞當（J. Dinsmore Adams Jr., 常被叫作丁尼（Dinny））結婚。

## 外部連結
- Inaugural article for Proceedings of the National Academy of Sciences (PNAS) （页面存档备份，存于）
- FNL article known as "The MIT Report on Women in Science" （页面存档备份，存于）
- FNL article on Lawrenc Summers speech and the hiring of women faculty at MIT （页面存档备份，存于）
- National Academy of Sciences report reviewing research on cognitive abilities of women vs men and on gender bias; Hyde and Mertz’ article on women and mathematical ability （页面存档备份，存于）
- "The Reluctant Feminist," The New York Times （页面存档备份，存于）
- Cold Spring Harbor oral history （页面存档备份，存于）